# Куріньська загальноосвітня школа (Чернігівська область)
Курінський навчально-виховний комплекс "Загальноосвітній навчальний заклад І-ІІІ ступенів - дошкільний навчальний заклад" — україномовний навчальний заклад І-III ступенів акредитації у селі Курінь, Бахмацького району Чернігівської області.

## Історія
Школа знаходиться в приміщенні, збудованому 1938 року, і є однією з двох шкіл у селі. Під час війни була окупована німцями. 

## Сучасний стан
У 2012 році до школи пішло 22 першокласники.
Також у 2014 було перейменовано в Курінський Навчально Виховний комплекс. У той же ш рік було збудовано дитячий садок за кошти сільського колгоспу 
"Авангард" та  "Злагоди"
На даний час в школі мається два комп'ютерних класа. В одному з них встановлена мультимедійна дошка. 
Кількість учнів у більшості класів становить більше 20, а в старших класах близько сорока.
У Курінській ЗОШ І—ІІІ ступенів є по два паралельні повнокомлектні класи, а саме 8-й клас, у якому 38 учнів, 10-й клас, у якому 41 учень, та 11-й клас, у якому 34 учні.